# アン・ドウ・トロワ
アン・ドウ・トロワは宝塚歌劇団のショー作品。花組公演。

## 宝塚大劇場公演
- 1974年9月28日 - 10月29日[1]（新人公演：10月19日[2]）
- 形式名は「グランド・ショー[3]」
- 副題は「ファンタジア・タカラヅカ[3]」
- 24場[3]
- 併演は『海と太陽とファド[1]』

### スタッフ
公演プログラムを参考にしている。
- 作・演出：小原弘亘
- 作曲・編曲：中井光晴・中元清純・吉崎憲治
- 音楽指揮・合唱指導：橋本和明
- 振付：岡正躬・喜多弘・司このみ・山田卓・中川久美
- 装置：石浜日出雄
- 衣装：任田幾英
- ヘアー・デザイン：和田好弘
- 照明：今井直次
- 小道具：万波一重
- 効果：中田正廣
- 音響監督：松永浩志
- 演出助手：太田哲則・三木章雄
- 制作：大谷真一
- 洋かつら提供：アベイユ
- 協賛：日本航空

### 主な出演
- 安奈淳[1]
- 瀬戸内美八[1]
- 松あきら[1]

### プログラム
第1場：プロローグ A（アン・ドウ・トロワ）
第2場：プロローグ B
第3場：ディズニィ・ファンタジィ
第4場：ミステリアス・ファンタジィ A
第5場：ミステリアス・ファンタジィ B
第6場：ミステリアス・ファンタジィ C
第7場：ミステリアス・ファンタジィ D
第8場：グリーク・ファンタジィ A
第9場：グリーク・ファンタジィ B
第10場：スカイ・ファンタジィ A
第11場：スカイ・ファンタジィ B
第12場：スカイ・ファンタジィ C
第13場：スカイ・ファンタジィ D
第14場：スカイ・ファンタジィ E
第15場：ノスタルジック・ファンタジィ A
第16場A：ノスタルジック・ファンタジィ B
第16場B：ノスタルジック・ファンタジィ C-D
第16場C：ノスタルジック・ファンタジィ E-F
第17場：ファンタジア・オン・ビート A
第18場：ファンタジア・オン・ビート B
第19場：I got Your Under My Skin
第20場：Love Comes Beck To Me
第21場：Love Me or Leave Me
第22場A：Fall in Love With Love
第22場B：Someday Loves me
第23場A：What Is This Things called Love
第23場B：Love For Sale
第24場A：ラブ（アン・ドウ・トロワ）
第24場B：空しい愛
第24場C：アン・ドウ・トロワ

## 新宿コマ劇場公演
参考文献は90年史
- 1975年1月4日 - 1月28日
- 主なスタッフ：小原弘稔
- 併演は『海と太陽とファド』

## 参考資料
- 編集発行人：橋本雅夫『宝塚歌劇10月花組公演 プログラム』宝塚歌劇団、1974年。
- 編集：森照実・春馬誉貴子・相井美由紀・山本久美子『宝塚歌劇90年史　すみれの花歳月を重ねて』宝塚歌劇団、2004年。ISBN 4-484-04601-6。